# Liste der Staatsoberhäupter 1656
Übersicht
◄◄ | ◄ | 1652 | 1653 | 1654 | 1655 | Liste der Staatsoberhäupter 1656 | 1657 | 1658 | 1659 | 1660 | ► | ►►

Weitere Ereignisse

## Afrika
- Äthiopien
  - Kaiser (Negus Negest): Fasilides (1632–1667)

- Bamum (im heutigen Kamerun)
  - König: Ngouloure (1629–1672)

- Bornu (im heutigen Niger) Sefuwa-Dynastie
  - König/Mai: Ali II. (1639–1677)

- Dahomey
  - König: Houegbadja (1645–1685)

- Jolof (im heutigen Senegal)
  - Buur-ba Jolof: Birayma Mba (1649–1670)

- Kano
  - König: Muhammad Kukuna (1651–1652, 1652–1660)

- Kongo
  - Mani-Kongo: Garcia II. (1642–1661)

- Marokko
  - Saadier
    - Sultan: Ahmad III. al-Abbas (1654–1659)

  - Alawiden
    - Sultan: Moulay Muhammad asch-Scharif (1635–1664)

- Munhumutapa-Reich
  - Herrscher: Siti Kazurukamusapa (1652–1663)

- Ruanda
  - König: Kigeri II. (1648–1672)

- Sultanat von Sannar (im heutigen Sudan)
  - Sultan: Badi II. (1644/45–1681)

## Amerika
- Brasilien
  - Generalgouverneur: Jerónimo de Ataíde (1654–1657)

- Vizekönigreich Neuspanien
  - Vizekönig: Francisco Fernández de la Cueva (1653–1660) (1667–1670 Vizekönig von Sizilien)

- Vizekönigreich Peru
  - Vizekönig: Luis Enríquez de Guzmán (1655–1661) (1650–1653 Vizekönig von Neuspanien)

## Asien
- Birma
  - Arakan
    - König: Sanda Thudhamma (1652–1674)

  - Taungu
    - König: Pindale (1648–1661)

- Brunei
  - Sultan: Muhammad Ali (1652–1660)

- China (Qing-Dynastie)
  - Kaiser: Shunzhi (1644–1661) (1643–1661 Großkhan der Mandschu)

- Georgien
  - Imeretien
    - König: Alexander III. (1639–1660)

  - Kachetien
    - König: Rostom (1648–1656) (1634–1658 König von Kartlien)

  - Kartlien
    - König: Rostom (1634–1658) (1648–1656 König von Kachetien)

  - Mingrelien
    - Fürst: Levan II. Dadiani (1611–1657)

- Indien
  - Ahom (Assam)
    - König: Sutamla (1648–1663)

  - Dekkan-Sultanate (in Zentralindien)
    - Bijapur
      - Sultan: Mohammed Adil Shah (1627–1656)
      - Sultan: Ali Adil Shah II. (1656–1672)

    - Golkonda (Qutub-Schahi-Dynastie)
      - Sultan: Abdullah Qutb Shah (1626–1672)

  - Madurai
    - Nayak: Thirumalai Nayak (1623–1659)

  - Mogulreich
    - Großmogul: Shah Jahan (1627–1657)

  - Mysore
    - Maharaja: Narasaraja Wodeyar I. (1638–1659)

  - Portugiesisch-Indien
    - Vizekönig: Rodrigo Lobo da Silveira (1655–1656)
    - Vizekönig: Manuel Mascarenhas Homem (1656) (1656–1661, 1661–1662 Mitglied des Interim-Regierungsrats; 1645–1653 Gouverneur von Portugiesisch-Ceylon)
    - Interim-Regierungsrat: Manuel Mascarenhas Homem, Francisco de Melo e Castro, António de Sousa Coutinho (1656–1661)

- Indonesien
  - Aceh
    - Sultan: Safiyat ud-Din Taj al-Alam bint Iskandar Muda (1641–1675)

  - Johor
    - Sultan: Abdul Jalil Shah III. (1623–1677)

  - Niederländisch-Indien
    - Generalgouverneur: Joan Maetsuycker (1653–1678) (1646–1660 Gouverneur von Niederländisch-Ceylon)

- Japan
  - Kaiser (Tennō): Go-Sai (1655–1663)
  - Shōgun: Tokugawa Ietsuna (1651–1680)

- Kambodscha
  - König: Chan (1642–1659)

- Kasachen-Khanat
  - Khan: Batyr (1652–1680)

- Korea (Joseon-Dynastie)
  - König: Hyojong (1649–1659)

- Lan Xang (im heutigen Laos)
  - König: Sulingvongse (1638–1690)

- Nepal
  - Bhaktapur
    - König: Jagat Prakash Malla (1644–1673)

  - Kantipur
    - König: Pratap Malla (1641–1674)

  - Lalitpur
    - König: Siddhi Narasimha (1620–1661)

- Persien (Safawiden-Dynastie)
  - Schah: Abbas II. (1642–1666)

- Philippinen
  - Maguindanao
    - Sultan: Muhammad Dipatuan Kudarat (1619–1671) (1645–1648 Sultan von Sulu)

  - Sulu
    - Sultan: Salahud-Din Bakhtiar (1650–1680)

- Sri Lanka
  - Kandy
    - König: Rajasinha II. (1629–1687)

  - Niederländisch-Ceylon
    - Gouverneur: Adriaan van der Meijden (1653–1660, 1661–1663)

  - Portugiesisch-Ceylon (Ceilaõ)
    - Gouverneur: António de Sousa Coutinho (1655–1656)
    - Gouverneur: António de Amaral de Meneses (1656–1658)

- Thailand (Ayutthaya)
  - König: Prasat Thong (1629–1656)
  - König: Suthammaracha (1656)
  - König: Narai (1656–1688)

- Vietnam
  - Cao Bằng (Mạc-Dynastie)
    - Herrscher: Mạc Kính Vũ (1638–1677)

  - Lê-Dynastie
    - König: Lê Thần Tông (1619–1643, 1649–1662)

  - Nguyen (im Süden Vietnams)
    - Herrscher: Nguyễn Phúc Tần (1648–1687)

  - Trinh
    - Herrscher: Trịnh Tráng (1623–1657)

## Europa
- Andorra
  - Co-Fürsten:
    - König von Frankreich: Ludwig XIV. (1643–1715)
    - Bischof von Urgell: Joan Manuel de Espinosa (1655–1663)

- Dänemark und Norwegen
  - König: Friedrich III. (1648–1670) (1634–1648 Administrator von Bremen, 1623–1629, 1634–1648 Administrator von Verden)

- Commonwealth of England (1649–1660)
  - Lordprotektor: Oliver Cromwell (1649–1658)

- Frankreich
  - König: Ludwig XIV. (1643–1715)

- Heiliges Römisches Reich
  - König und Kaiser: Ferdinand III. (1637–1657) (1637–1657 König von Böhmen, 1637–1657 Erzherzog von Österreich, 1637–1657 König von Ungarn)
  - Kurfürstenkollegium
    - Fürsterzbistum Köln
      - Kurfürst: Maximilian Heinrich von Bayern (1650–1688) (1650–1688 Bischof von Hildesheim, 1650–1688  Bischof von Lüttich, 1683–1688 Bischof von Münster, 1650–1688 Propst von Berchtesgaden, 1657 Abt von Stablo-Malmedy)

    - Fürsterzbistum Mainz
      - Kurfürst: Johann Philipp von Schönborn (1647–1673) (1663–1673 Bischof von Worms, 1642–1673 Bischof von Würzburg)

    - Fürsterzbistum Trier
      - Kurfürst: Karl Kaspar von der Leyen (1652–1676)

    - Herzogtum Bayern
      - Kurfürst: Ferdinand Maria (1651–1679)

    - Königreich Böhmen
      - Kurfürst: Ferdinand III. (1637–1657) (1637–1657 Kaiser, 1637–1657 Erzherzog von Österreich, 1637–1657 König von Ungarn)

    - Markgrafschaft Brandenburg
      - Kurfürst: Friedrich Wilhelm (1640–1688) (1640–1688 Herzog von Preußen)

    - Pfalzgrafschaft bei Rhein
      - Kurfürst: Karl I. Ludwig (1648–1680)

    - Herzogtum Sachsen
      - Kurfürst: Johann Georg I. (1611–1656)
      - Kurfürst: Johann Georg II. (1656–1680)

  - geistliche Reichsfürsten
    - Hochstift Augsburg
      - Bischof: Sigismund Franz von Österreich (1646–1665) (1659–1665 Bischof von Trient)

    - Hochstift Bamberg
      - Bischof: Philipp Valentin Voit von Rieneck (1653–1672)

    - Hochstift Basel
      - Bischof: Johann Franz von Schönau (1651–1656)
      - Bischof: Johann Konrad I. von Roggenbach (1656–1693)

    - Fürstpropstei Berchtesgaden
      - Propst: Maximilian Heinrich von Bayern (1650–1688) (1650–1688  Erzbischof von Köln, 1650–1688 Bischof von Hildesheim, 1650–1688  Bischof von Lüttich, 1683–1688 Bischof von Münster, 1657 Abt von Stablo-Malmedy)

    - Hochstift Brixen
      - Bischof: Anton Crosini von Bonporto (1648–1663)

    - Erzstift Cambrai
      - Erzbischof: Gaspard Nemius van den Bosch ou Dubois (1649–1667)

    - Hochstift Chur
      - Bischof: Johannes Flugi von Aspermont (1636–1661)

    - Abtei Corvey
      - Abt: Arnold IV. de Valdois (1638–1661)

    - Balleien des Deutschen Ordens
      - Hoch- und Deutschmeister: Leopold Wilhelm von Österreich (1641–1662) (1631–1638 Erzbischof von Magdeburg, 1628–1648 Bischof von Halberstadt, 1626–1662 Bischof von Passau, 1626–1662 Bischof von Straßburg)

    - Hochstift Eichstätt
      - Bischof: Marquard II. Schenk von Castell (1637–1685)

    - Fürstpropstei Ellwangen
      - Propst: Johann Rudolf von Rechberg (1654–1660)

    - Hochstift Freising
      - Bischof: Albrecht Sigismund von Bayern (1651–1685) (1668–1685 Bischof von Regensburg)

    - Abtei Fulda
      - Abt: Joachim Graf Gravenegg (1644–1671)

    - Hochstift Hildesheim
      - Bischof: Maximilian Heinrich von Bayern (1650–1688) (1650–1688  Erzbischof von Köln, 1650–1688  Bischof von Lüttich, 1683–1688 Bischof von Münster, 1650–1688 Propst von Berchtesgaden, 1657 Abt von Stablo-Malmedy)

    - Fürststift Kempten
      - Abt: Roman Giel von Gielsberg (1639–1673)

    - Hochstift Konstanz
      - Bischof: Franz Johann Vogt von Altensumerau und Prasberg (1645–1689)

    - Hochstift Lübeck (1555–1803 evangelische Administratoren)
      - Administrator: Christian Albrecht von Schleswig-Holstein-Gottorf (1655–1666) (1659–1695 Herzog von Schleswig-Holstein-Gottorf)

    - Hochstift Lüttich
      - Bischof: Maximilian Heinrich von Bayern (1650–1688) (1650–1688  Erzbischof von Köln, 1650–1688  Bischof von Hildesheim, 1683–1688 Bischof von Münster, 1650–1688 Propst von Berchtesgaden, 1657 Abt von Stablo-Malmedy)

    - Erzstift Magdeburg (1566–1631, 1638–1680 evangelische Administratoren)
      - Administrator: August von Sachsen-Weißenfels (1638–1680)

    - Hochstift Münster
      - Bischof: Christoph Bernhard von Galen (1650–1678) (1661–1678 Abt von Corvey)

    - Hochstift Osnabrück
      - Bischof: Franz Wilhelm von Wartenberg (1625–1661) (1631–1648 Bischof von Minden, 1649–1661 Bischof von Regensburg, 1630–1631 Bischof von Verden)

    - Hochstift Paderborn
      - Bischof: Dietrich Adolf von der Recke (1650–1661)

    - Hochstift Passau
      - Bischof: Leopold Wilhelm von Österreich (1626–1662) (1631–1638 Erzbischof von Magdeburg, 1641–1662 Hochmeister des Deutschen Ordens, 1628–1648 Bischof von Halberstadt, 1626–1662 Bischof von Straßburg)

    - Hochstift Regensburg
      - Bischof: Franz Wilhelm von Wartenberg (1649–1661) (1631–1648 Bischof von Minden, 1625–1661 Bischof von Osnabrück, 1630–1631 Bischof von Verden)

    - Erzstift Salzburg
      - Erzbischof: Guidobald von Thun (1654–1668) (1666–1668 Bischof von Regensburg)

    - Hochstift Speyer
      - Bischof: Lothar Friedrich von Metternich-Burscheid (1652–1675) (1673–1675 Erzbischof von Mainz, 1673–1675 Bischof von Worms)

    - Abtei Stablo-Malmedy
      - Abt: Wilhelm II. von Bayern (1650–1657)

    - Hochstift Straßburg
      - Bischof: Leopold Wilhelm von Österreich (1626–1662) (1631–1638 Erzbischof von Magdeburg, 1641–1662 Hochmeister des Deutschen Ordens, 1628–1648 Bischof von Halberstadt, 1626–1662 Bischof von Passau)

    - Hochstift Trient
      - Bischof: Carlo Emanuele Madruzzo (1629–1658)

    - Hochstift Worms
      - Bischof: Hugo Everhard Cratz von Scharfenstein (1654–1663)

    - Hochstift Würzburg
      - Bischof: Johann Philipp von Schönborn (1642–1673) (1647–1673 Erzbischof von Mainz, 1663–1673 Bischof von Worms)

  - weltliche Reichsfürsten
    - Fürstentum Anhalt
      - Anhalt-Bernburg
        - Fürst: Christian II. (1630–1656)
        - Fürst: Viktor I. Amadeus (1656–1718)

      - Anhalt-Dessau
        - Fürst: Johann Kasimir (1618–1660)

      - Anhalt-Harzgerode
        - Fürst: Friedrich (1635–1670)

      - Anhalt-Köthen
        - Fürst: Wilhelm Ludwig (1650–1665) (1650–1659 unter Vormundschaft)
        - Regent: Lebrecht von Anhalt-Plötzkau (1653–1659)
        - Regent: Emanuel von Anhalt-Plötzkau (1653–1659)

      - Anhalt-Plötzkau
        - Fürst: Lebrecht (1654–1665) (1665–1669 Fürst von Anhalt-Köthen)
        - Fürst: Emanuel (1654–1665) (1665–1670 Fürst von Anhalt-Köthen)

      - Anhalt-Zerbst
        - Fürst: Johann VI. (1621–1667)

    - Arenberg
      - Herzog: Philipp Franz (1640–1674) (bis 1644 Fürst)

    - Markgrafschaft Baden
      - Baden-Baden
        - Markgraf: Wilhelm (1622–1677)

      - Baden-Durlach
        - Markgraf: Friedrich V. (1622–1659)

      - Baden-Rodemachern
        - Markgraf: Hermann Fortunat (1620–1665)

    - Brandenburg-Ansbach
      - Markgraf: Albrecht II. (1634–1667)

    - Brandenburg-Bayreuth
      - Markgraf: Christian Ernst (1655–1712)

    - Braunschweig-Lüneburg
      - Calenberg-Göttingen
        - Herzog: Georg Wilhelm (1648–1665) (1665–1705 Herzog von Braunschweig-Lüneburg)

      - Lüneburg
        - Herzog: Christian Ludwig (1648–1665) (1641–1648 Herzog von Braunschweig-Calenberg-Göttingen)

      - Wolfenbüttel
        - Herzog: August II. (1635–1666)

    - Hessen-Darmstadt
      - Landgraf: Georg II. (1626–1661)

    - Hessen-Kassel
      - Landgraf: Wilhelm VI. (1637–1663)

    - Hohenzollern-Hechingen
      - Fürst: Eitel Friedrich II. (1623–1661)

    -  Hohenzollern-Sigmaringen
      - Fürst: Meinrad I. (1638–1681)

    - Jülich und Berg
      - Herzog: Philipp Wilhelm (1653–1679) (1685–1690 Kurfürst der Pfalz, 1653–1690 Herzog von Pfalz-Neuburg)

    - Leuchtenberg
      - Herzog: Maximilian Philipp Hieronymus (1650–1705)

    - Liechtenstein
      - Fürst: Karl Eusebius (1627–1684)

    - Lothringen (1634–1641 und 1641–1661 von Frankreich besetzt)
    - Herzogtum Mecklenburg
      - Mecklenburg-Güstrow
        - Herzog: Gustav Adolf (1636–1695) (1636–1648 Administrator von Ratzeburg)

      - Mecklenburg-Schwerin
        - Herzog: Adolf Friedrich I. (1592–1628, 1631–1658) (1631–1648 Administrator von Schwerin)

    - Nassau
      - Ottonische Linie
        - Nassau-Diez
          - Fürst: Wilhelm Friedrich (1640–1664) (bis 1654 Graf) (1640–1664 Statthalter von Friesland, Groningen und Drenthe)

        - Nassau-Dillenburg
          - Fürst: Ludwig Heinrich (1623–1662) (bis 1654 Graf)

        - Nassau-Hadamar
          - Fürst: Moritz Heinrich (1653–1679)

        - Nassau-Siegen (katholische Linie)
          - Fürst: Johann Franz Desideratus (1638–1699) (bis 1652 Graf)

        - Nassau-Siegen (reformierte Linie)
          - Fürst: Johann Moritz (1623–1679) (bis 1652 Graf)
          - Graf: Georg Friedrich (1623–1674) (ab 1664 Fürst)

    - Österreich
      - Erzherzog: Ferdinand III. (1637–1657) (1637–1657 Kaiser, 1637–1657 König von Böhmen, 1637–1657 König von Ungarn)

    - Ostfriesland
      - Fürst: Enno Ludwig (1648–1660) (bis 1654 Graf)

    - Pfalz-Neuburg
      - Herzog: Philipp Wilhelm (1653–1690) (1685–1690 Kurfürst der Pfalz, 1653–1679 Herzog von Jülich und Berg)

    - Pfalz-Sulzbach (von Pfalz-Neuburg abgespalten)
      - Herzog: Christian August (1656–1708)

    - Pfalz-Veldenz
      - Herzog: Leopold Ludwig (1634–1694)

    - Pfalz-Zweibrücken
      - Herzog: Friedrich (1635–1661)

    - Herzogtum Sachsen
      - Sachsen-Altenburg
        - Herzog: Friedrich Wilhelm II. (1639–1669)

      - Sachsen-Gotha
        - Herzog: Ernst I. (1640–1672) (1672–1675 Herzog von Sachsen-Gotha-Altenburg)

      - Sachsen-Weimar
        - Herzog: Wilhelm IV. (1620–1662)

    - Sachsen-Lauenburg
      - Herzog: August (1619–1656)
      - Herzog: Julius Heinrich (1656–1665)

    - Schleswig-Holstein-Gottorf
      - Herzog: Friedrich III. (1616–1659)

    - Schleswig-Holstein-Sonderburg
      - Herzog: Christian Adolf I. (1653–1667/1702) (verliert 1667 Sonderburg an Dänemark, 1676–1702 Herzog von Schleswig-Holstein-Sonderburg-Franzhagen)

    - Schleswig-Holstein-Sonderburg-Augustenburg
      - Herzog: Ernst Günther (1627–1689)

    - Schleswig-Holstein-Sonderburg-Beck
      - Herzog: August Philipp (1627–1675)

    - Schleswig-Holstein-Sonderburg-Glücksburg
      - Herzog: Philipp (1622–1663)

    - Schleswig-Holstein-Sonderburg-Norburg
      - Herzog: Friedrich (1624–1658)

    - Schleswig-Holstein-Sonderburg-Plön
      - Herzog: Joachim Ernst (1622–1671)

    - Schleswig-Holstein-Sonderburg-Wiesenburg
      - Herzog: Philipp Ludwig (1627–1689)

    - Württemberg
      - Herzog: Eberhard III. (1628–1674)

  - sonstige Reichsstände (Auswahl)
    - Grafschaft Hanau
      - Graf: Friedrich Casimir (1642–1685) (1641–1642 Graf von Hanau-Lichtenberg)

    - Lippe
      - Lippe-Biesterfeld
        - Graf: Jobst Hermann (1627–1678)

      - Lippe-Brake
        - Graf: Otto (1621–1657)

      - Lippe-Detmold
        - Graf: Hermann Adolf (1652–1665)

    - Nassau
      - Walramische Linie
        - Nassau-Idstein
          - Graf: Johann (1629–1677) (1627–1629 Graf von Nassau-Saarbrücken-Weilburg)

        - Nassau-Saarbrücken
          - Graf: Johann Ludwig (1640–1659) (1659–1690 Graf von Nassau-Ottweiler)
          - Graf: Gustav Adolf (1640–1677)
          - Graf: Walrad (1640–1659) (1659–1688 Graf von Nassau-Usingen, 1688–1702 Fürst von Nassau-Usingen)

        - Nassau-Weilburg
          - Graf: Friedrich (1655–1675)

    - Oldenburg
      - Graf: Anton Günther (1603–1667)

    - Ortenburg
      - Graf: Friedrich Casimir (1627–1658)

    - Reuß
      - Reuß ältere Linie
        - Reuß-Obergreiz
          - Herr: Heinrich I. (1629–1681) (ab 1673 Graf)

        - Reuß-Untergreiz
          - Herr: Heinrich V. (1604–1616, 1625–1667) (1616–1625 Herr von Reuß-Greiz, 1643–1667 Herr von Reuß-Burgk)

      - Reuß jüngere Linie
        - Reuß-Gera
          - Herr: Heinrich II. (1635–1670)

        - Reuß-Lobenstein
          - Herr: Heinrich X. (1647–1671) (1635–1647 Herr von Reuß-Gera)

        - Reuß-Saalburg
          - Herr: Heinrich I. (1647–1666) (1640–1647 Herr von Reuß-Gera, 1666–1673 Herr von Reuß-Schleiz, 1673–1692 Graf von Reuß-Schleiz)

        - Reuß-Schleiz
          - Herr: Heinrich IX. (1647–1666) (1635–1647 Herr von Reuß-Gera)

    - Schaumburg-Lippe
      - Graf: Philipp I. (1647–1681)

    - Schwarzburg-Rudolstadt
      - Graf: Albert Anton (1646–1710) (1646–1662 unter Vormundschaft)
      - Regentin: Emilie von Oldenburg (1646–1662)

    - Schwarzburg-Sondershausen (gemeinsame Herrschaft)
      - Graf: Christian Günther II. (1642–1666) (in Arnstadt)
      - Graf: Anton Günther I. (1642–1666) (in Sondershausen)
      - Graf: Ludwig Günther II. (1642–1681) (in Ebeleben, ab 1666 in Arnstadt)

    - Waldeck-Eisenberg
      - Graf: Heinrich Wolrad (1645–1664)

    - Waldeck-Wildungen
      - Graf: Christian Ludwig (1645–1706)
      - Graf: Josias II. (1645–1669)

- Italienische Staaten
  - Genua
    - Doge: Alessandro Spinola (1654–1656)
    - Doge: Giulio Sauli (1656–1658)

  - Guastalla
    - Herzog: Ferrante III. Gonzaga (1632–1678)

  - Kirchenstaat
    - Papst: Alexander VII. (1655–1667)

  - Mailand (1535–1706 zu Spanien)
    - Herzog: Philipp IV. von Spanien (1621–1665)
      - Gouverneur: Luis de Benavides Carrillo (1648–1656)
      - Gouverneur: Teodoro Trivulzio (1656) (1647–1649 Vizekönig von Sizilien)
      - Gouverneur: Alfonso Perez de Vivero (1656–1660)

  - Mantua (1533–1708 Personalunion mit Montferrat)
    - Herzog: Carlo II. Gonzaga (1637–1665)

  - Massa und Carrara
    - Fürst: Carlo I. Cybo-Malaspina (1623–1662)

  - Mirandola
    - Herzog: Alessandro II. Pico (1637–1691)

  - Modena und Reggio
    - Herzog: Francesco I. d’Este (1629–1658)

  - Montferrat (1533–1708 Personalunion mit Mantua)
    - Herzog: Carlo II. Gonzaga (1637–1665)

  - Neapel (1503–1707/14 zu Aragon bzw. Spanien)
    - König: Philipp IV. von Spanien (1621–1665)
      - Vizekönig: García de Avellaneda y Haro, Graf von Castrillo (1653–1658)

  - Parma und Piacenza
    - Herzog: Ranuccio II. Farnese (1646–1694)

  - Piombino
    - Fürst: Niccolò I. Ludovisi (1634–1664)

  - San Marino
    - Capitani Reggenti: Ottavio Giannini (1645–1646, 1652, 1655–1656, 1659, 1665, 1669, 1673, 1678–1679) und Bartolomeo Ceccoli (1633, 1636–1637, 1641–1642, 1652–1653, 1655–1656)
    - Capitani Reggenti: Melchiorre Maggio Belluzzi (1631, 1637–1638, 1643–1644, 1650, 1656, 1663) und Vincenzo Lorenzoni (1634–1635, 1639, 1646, 1651, 1656, 1660, 1664)
    - Capitani Reggenti: Alessandro Belluzzi (1651, 1656–1657, 1660–1661, 1666–1667, 1672–1673, 1680, 1687) und Giovanni Serafini (1637–1638, 1642. 1648, 1653, 1656–1657, 1660, 1664–1665, 1671–1672, 1675, 1681)

  - Savoyen
    - Herzog: Karl Emanuel II. (1638–1675)

  - Sizilien (1412–1713 zu Aragon bzw. Spanien)
    - König: Philipp IV. von Spanien (1621–1665)
      - Vizekönig: Juan Téllez–Girón, Herzog von Osuna (1655–1656)
      - Statthalter: Martín de Redín (1656–1657)

  - Toskana
    - Großherzog: Ferdinando II. de’ Medici (1621–1670)

  - Venedig
    - Doge: Carlo Contarini (1655–1656)
    - Doge: Francesco Corner (1656)
    - Doge: Bertuccio Valier (1656–1658)

- Khanat der Krim
  - Khan: Mehmed IV. Giray (1641–1644, 1654–1666)

- Kurland
  - Herzog: Jakob Kettler (1642–1682)

- Malta
  - Großmeister: Jean de Lascaris-Castellar (1636–1657)

- Moldau (unter osmanischer Oberherrschaft)
  - Fürst: Gheorghe Ștefan (1653–1658)

- Monaco
  - Fürst: Honoré II. (1604–1662) (bis 1633 Herr)

- Niederlande
  - Republik der Sieben Vereinigten Provinzen
    - Friesland
      - Statthalter: Wilhelm Friedrich von Nassau-Dietz (1640–1664)  (1640–1664 Statthalter von Groningen und Drenthe, 1640–1654 Graf von Nassau-Dietz, 1654–1664 Fürst von Nassau-Dietz)

    - Drenthe und Groningen
      - Statthalter: Wilhelm Friedrich von Nassau-Dietz (1640–1664)  (1640–1664 Statthalter von Friesland, 1640–1654 Graf von Nassau-Dietz, 1654–1664 Fürst von Nassau-Dietz)

    - Holland und Zeeland
      - Statthalter: vakant (1650–1672)

    - Overijssel und Gelderland
      - Statthalter: vakant (1650–1675)

    - Utrecht
      - Statthalter: vakant (1650–1672)

  - Spanische Niederlande (bis 1714/95 formal Bestandteil des Heiligen Römischen Reichs)
    - Statthalter: Leopold Wilhelm von Österreich (1647–1656)  (1631–1638 Erzbischof von Magdeburg, 1641–1662 Hochmeister des Deutschen Ordens, 1628–1648 Bischof von Halberstadt, 1626–1662 Bischof von Passau, 1626–1662 Bischof von Straßburg)
    - Statthalter: Juan José de Austria (1656–1659)

- Osmanisches Reich
  - Sultan: Mehmed IV. (1648–1687)

- Polen
  - König: Johann II. Kasimir (1648–1668)

- Portugal
  - König: Johann IV. (1640–1656)
  - König: Alfons VI. (1656–1683)

- Preußen
  - Herzog: Friedrich Wilhelm (1640–1688) (1640–1688 Kurfürst von Brandenburg)

- Russland
  - Zar: Alexei I. (1645–1676)

- Schweden
  - König: Karl X. Gustav (1654–1660)

- Siebenbürgen
  - Fürst: Georg II. Rákóczi (1648–1657)

- Spanien
  - König: Philipp IV. (1621–1665) (1621–1640 König von Portugal)

- Ungarn
  - König:  Ferdinand III. (1637–1657) (1637–1657 Kaiser, 1637–1657 König von Böhmen, 1637–1657 Erzherzog von Österreich)

- Walachei (unter osmanischer Oberherrschaft)
  - Fürst: Constantin Șerban Basarab (1654–1658) (1659, 1661 Fürst der Moldau)